# Agne
Agni, Agne o Hogne (Gamla Uppsala, III secolo – Stocksund, III secolo), è stato un re leggendario sueone della casata dei Yngling, di Uppsala.
Snorri Sturluson narra che era figlio di Dag il saggio, che era potente e famoso. Aveva anche numerose abilità.
Un'estate si recò in Finlandia dove saccheggiò con il suo esercito. I finlandesi radunarono un'immensa forza guidata da un capo di nome Frosti.
Seguì una grande battaglia che Agni vinse, ed in cui furono uccisi molti finlandesi assieme allo stesso Frosti. Agni sottomise quindi tutta la Finlandia con il suo esercito, conquistando numerose ricchezze e la figlia di Frosti, Skjalf con il suo schiavo Logi.
Agni tornò in Svezia giungendo a Stocksund (presso Stoccolma) dove piantò la tenda sul lato pianeggiante del fiume. Agni aveva un torque appartenuto al suo bis-bis-bisnonno, Vísburr (il quale era figlio della nipote di Skjalf, Drífa). Nonostante fossero parenti, Agni sposò Skjalf la quale rimase incinta di due figli, Alrekr e Eiríkr.
Skjalf chiese ad Agni di onorare la morte del padre Frosti con una grande festa, ed Agni acconsentì. Invitò molti ospiti, i quali arrivarono a conoscere il più famoso re svedese. Ci fu una gara di bevute nella quale Agni si ubriacò. Skjalf chiese ad Agni di poter proteggere il torque di Vísburr che aveva attorno al collo. Agni se lo mise al collo prima di addormentarsi.
La tenda del re era vicina al bosco e sotto i rami di un imponente albero per riceverne l'ombra. Quando Agni si addormentò, Skjalf prese una corda che legò al torque. Fece rimuovere ai suoi uomini la tenda, e fece passare la corda sopra un ramo. Disse ai suoi uomini di tirare la corda impiccando Agni e vendicando il padre di Skjalf. Skjalf ed i suoi uomini corsero alle navi e fuggirono in Finlandia, lasciandosi indietro i figli.
Agni fu sepolto sul luogo che oggi viene chiamato Agnafit, ad est di Tauren (nome norreno per indicare Södertörn nel Södermanland) e ad ovest di Stocksund.
L'Ynglingatal indica Alrekr e Eiríkr quali successori di Agni.
La Historia Norvegiæ presenta una sintesi in latino della Ynglingatal, più antica della citazione di Snorri.
Nel riassunto latino, Hogna è un errore di trascrizione di Agni. Al contrario dell'Ynglingatal, l'Historia Norvegiæ riporta Dagr quale predecessore di Alrekr, mentre Agni è citato come il successore di Alrekr e Yngvi (erroneamente chiamato Ingialdr) il successore di Agni.
L'Íslendingabók, fonte ancora precedente, cita la linea di discendenza dell'Ynglingatal e fornisce la stessa successione dell'Historia Norvegiæ (la lista dei re in esso contenuta recita xi Dagr. xii Alrekr. xiii Agni. xiiii Yngvi[...]).
Il luogo indicato da Snorri Sturluson come punto di morte di Agni contiene un tumulo chiamato Agnehögen (tumulo di Agni) a Lillhersby. Il tumulo fu scavato dalla casata degli Oxenstierna e datato al 400 circa.